# RFVC
 (mai 2019).
Si vous disposez d'ouvrages ou d'articles de référence ou si vous connaissez des sites web de qualité traitant du thème abordé ici, merci de compléter l'article en donnant les références utiles à sa vérifiabilité et en les liant à la section « Notes et références ».
Le moteur RFVC - Radial Four Valve Combustion Chamber - (moteur quatre soupapes à chambre de combustion radiale) est un type de moteur monocylindre 4T, allant de 125 à 650 cm3, développé par Honda pour sa gamme de moto routière CB, trail XL et tout-terrain XR à partir du début des années 80. On le retrouve encore aujourd'hui sur les XR650L.

## Liste des modèles ayant été équipé d'un RFVC

### CB
- CBX 250

### XL
- XL 125

- XL 250
- XL350

- XL 500

- XL 600

### XR
- XR 250

- XR 350 R

- XR 400

- XR 500

- XR 600 R

- XR650L

### NX
- NX 650 Dominator

### SLR / VIGOR
- Honda SLR 650

- Honda FX 650 [ Vigor ]

### FMX
- Honda FMX 650

### GB
- Honda GB 500

## Description technique
Tous les moteurs RFVC n'ont pas eu la même architecture interne, ils ont cependant tous la particularité d'avoir une chambre de combustion radiale. Tandis que les chambres de combustion traditionnelles présentent deux plans sur lesquelles les soupapes translatent perpendiculairement, les moteurs RFVC ont une chambre hémisphérique permettant théoriquement une combustion idéale. Cela permet également d'avoir une bonne circulation des gaz, car pas de recoins, une propagation optimale de la combustion grâce à la bougie centrée et favorise un taux de compression élevé.
Une telle architecture impose de disposer les soupapes radialement, cela signifie que les axes des quatre soupapes convergent toutes vers un même point.